# 哈维尔·费尔南德斯·费尔南德斯
哈维尔·费尔南德斯·费尔南德斯（西班牙語：Javier Fernández Fernández，1948年1月7日—）是西班牙阿斯图里亚斯出身的左翼政治人物，也是一名矿业工程师。曾任阿斯图里亚斯社会主义联盟總書記，阿斯图里亚斯自治区政府主席，在2016年10月至2017年6月工人社会党党内矛盾期间担任临时委员会委员长。

## 经历
1948年出生于阿斯图里亚斯米耶雷斯的一个矿工家庭，毕业于奥维耶多大学矿业学院。1985年加入西班牙工人社会党希洪支部，2000年开始担任工人社会党-阿斯图里亚斯社会主义联盟（FSA-PSOE）总书记。2012年5月23日当选阿斯图里亚斯自治区主席，内阁由5名女性和3名男性部长组成。
在2015年的选举中，他获得了阿斯图里亚斯联合左翼的支持，成功连任主席。
2016年9月28日，西班牙工人社会党联邦政策长官安东尼奥·普拉达斯强制解散联邦执行部，深积已久的党内矛盾终于爆发。10月1日，佩德羅·桑切斯被迫辞去总书记职务。在总书记职位空缺期间，哈维尔·费尔南德斯担任临时委员会委员长。